# エリック・グティエレス
エリック・ガブリエル・グティエレス・ガラビス（Érick Gabriel Gutiérrez Galaviz 、1995年6月15日 - ）は、メキシコ・シナロア州アーオメ出身のプロサッカー選手。サッカーメキシコ代表。CDグアダラハラ所属。ポジションはMF。

## 経歴

### クラブ
12歳の時に、CFパチューカに加入した。当初は右サイドバックでプレーしていたが、その後ミッドフィルダーにポジションをコンバートした。2013年10月26日、クルス・アスル戦で先発出場しプロデビューした。ルイス・フェルナンド・テナの下、2013-14シーズンは10試合以上に出場した。2014-15シーズンの開幕戦でスタメン出場した。2015年2月7日、デポルティーボ・トルーカFC戦でリーグ戦初得点を記録した。20歳でクラブのキャプテンになり、リーグ戦70試合以上に出場した。
2018年8月30日、PSVアイントホーフェンはCFパチューカとグティエレスの移籍について合意に達したと発表した。メディカルチェックがクリアされた後、正式に5年契約を結ぶ。2021-22シーズンのKNVBカップ決勝では1ゴールを挙げて優勝に貢献。
2023年7月2日、CDグアダラハラに移籍した。

### 代表

#### U-20
CONCACAF U-20選手権2015にU-20メキシコ代表として出場した。9-1で勝利した初戦のU-20キューバ代表戦にキャプテンとして出場した。出場した全4試合でキャプテンとしてプレーし、メキシコの13度目の優勝に貢献し、チームは2015 FIFA U-20ワールドカップの出場権を得た。FIFA U-20ワールドカップは、グループリーグ敗退した。

#### U-23
ラウル・グティエレス監督によって、リオデジャネイロオリンピック予選に出場するU-23メキシコ代表に召集された。
リオデジャネイロオリンピックのメンバーにも選ばれた。8月7日、グループ第2戦のフィジー戦で4得点を記録した。

#### A代表
2015年8月、2015 CONCACAFゴールドカップに向けた暫定登録メンバーに選ばれたが、最終登録メンバー23人からは外れた。
2016年2月、フレンドリーマッチのセネガル戦で初キャップ。
2018年、2018 FIFAワールドカップに出場するメキシコ代表に選出された。

## 代表歴

### 出場大会
- メキシコ代表
  - 2018 FIFAワールドカップ
  - 2022 FIFAワールドカップ

### 試合数
- 国際Aマッチ 36試合 1得点（2016年-2023年）[14]

| メキシコ代表 | 国際Aマッチ | 国際Aマッチ |
| 年           | 出場        | 得点        |
| ------------ | ----------- | ----------- |
| 2016         | 1           | 0           |
| 2017         | 7           | 0           |
| 2018         | 5           | 0           |
| 2019         | 6           | 1           |
| 2020         | 0           | 0           |
| 2021         | 9           | 0           |
| 2022         | 7           | 0           |
| 2023         | 1           | 0           |
| 通算         | 36          | 1           |

## タイトル

### クラブ
パチューカ
- リーガMXクラウスーラ : 1回 (2016)
- CONCACAFチャンピオンズリーグ : 1回 (2016–17)

PSV
- KNVBカップ : 2回 (2021-22, 2022-23)
- ヨハン・クライフ・スハール : 1回 (2022)

### 代表
U-20メキシコ代表
- CONCACAF U-20選手権 : 1回 (2015)

### 個人
- リーガMXベストイレブン : 1回 (クラウスーラ2016)